# Blindenhund

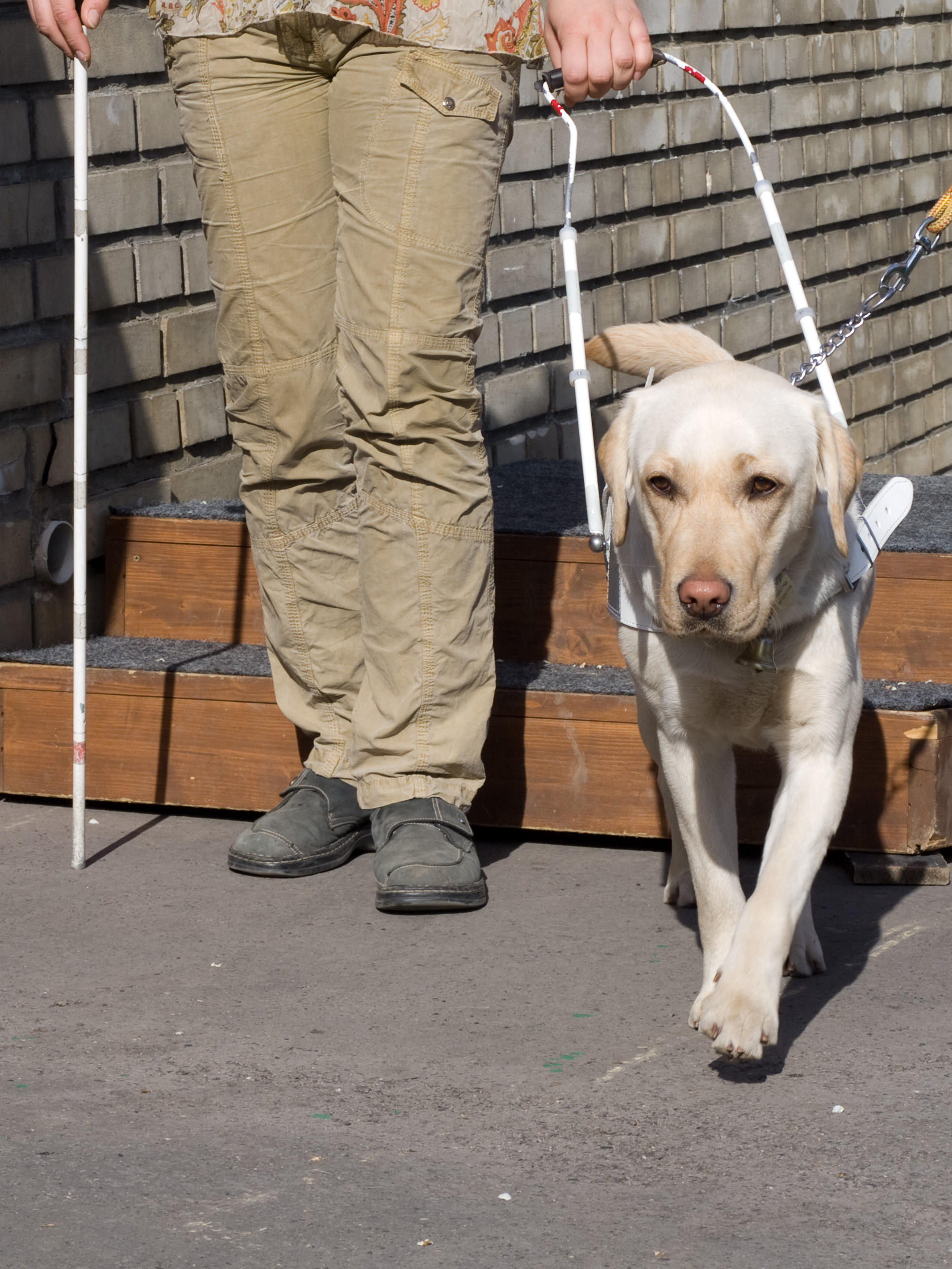
Ein junger Labrador Retriever erlernt das Führen einer blinden Person

Blindenführhunde, umgangssprachlich  Blindenhunde, sind speziell ausgebildete Assistenzhunde, die blinden oder hochgradig sehbehinderten Menschen eine gefahrlose Orientierung sowohl in vertrauter als auch in fremder Umgebung gewährleisten sollen. Blindenführhunde gelten nach § 33 SGB V rechtlich als Hilfsmittel. Der Blindenhund „im Dienst“ ist in Deutschland an seinem weißen Führgeschirr erkennbar. Dieses ist ein Verkehrsschutzzeichen, das andere Verkehrsteilnehmer zu besonderer Rücksicht verpflichtet und mit dem sehbehinderte Fußgänger wie überhaupt mit dem Einsatz eines Führhundes zugleich ihrer Vorsorgepflicht nachkommen, ihre eingeschränkt sichere Beweglichkeit für andere Verkehrsteilnehmer erkennbar zu machen und teils zu kompensieren. Wie etwa die gepunktete gelbe Armbinde darf daher auch ein weißes Hundegeschirr ansonsten nicht im Straßenverkehr verwendet werden. Etwa ein bis zwei Prozent der Blinden in Deutschland besitzen einen Führhund. Gut ausgebildete Blindenhunde ermöglichen ihren Haltern ein hohes Maß an individueller Mobilität, Sicherheit und Unabhängigkeit und stellen dadurch einen entscheidenden Faktor für die gesellschaftliche Teilhabe blinder Menschen dar.

## Geschichte

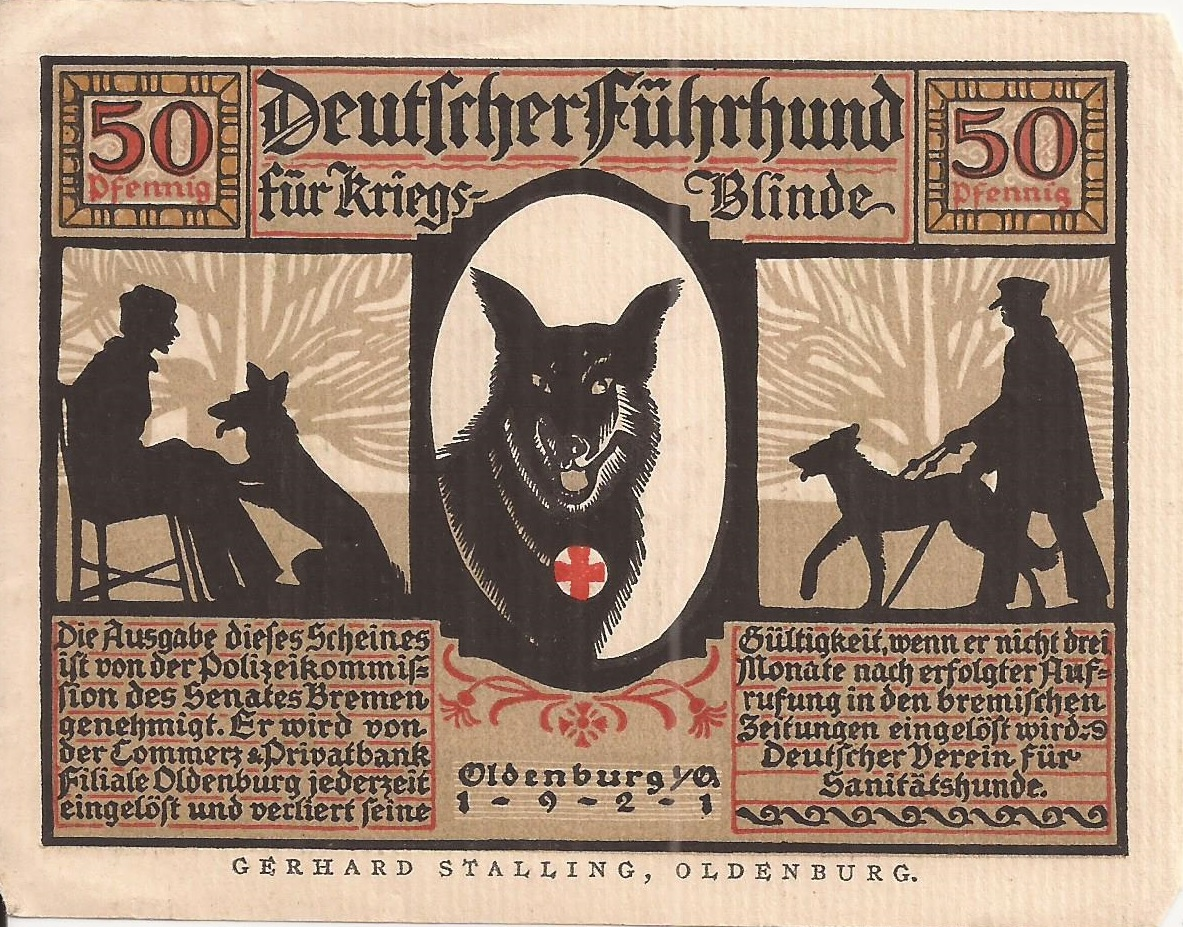
50-Pfenning-Notgeldschein von 1921: „Deutscher Führhund für Kriegs-Blinde“

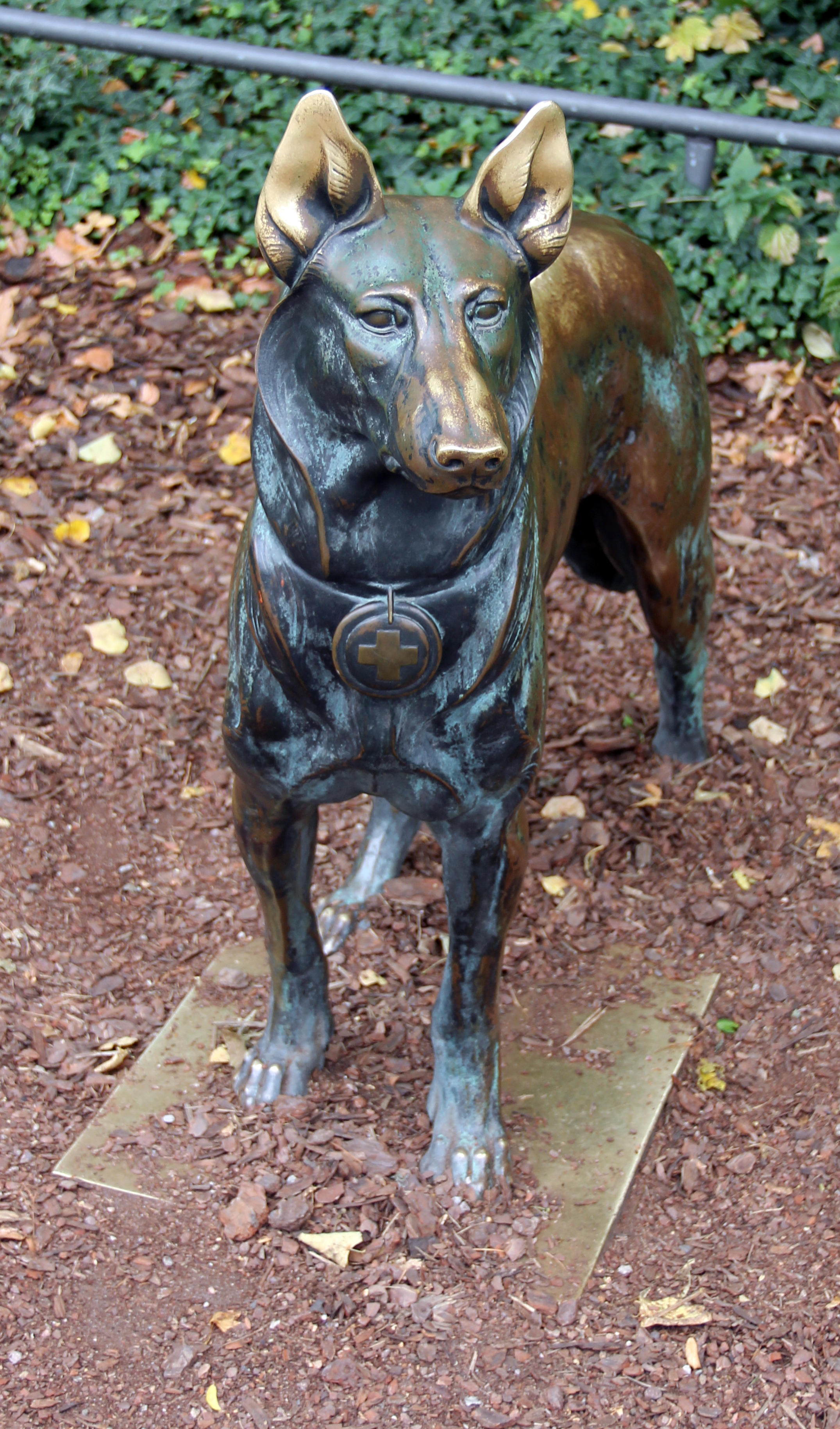
Skulptur „Dem Deutschen Blindenhund“ von 1928 im Berliner Zoologischen Garten

Über die Anfänge der Nutzung von Hunden als Begleiter von Blinden finden sich nur wenige Quellen, doch gibt es einzelne Hinweise auf eine frühe Nutzung. 
Ein Wandgemälde aus dem ersten Jahrhundert in Herculaneum zeigt offenbar eine Person mit Blindenhund.
Die früheste bekannte systematische Ausbildung von Blindenführhunden datiert in die Mitte des 18. Jahrhunderts. Ein Pariser Krankenhaus für Blinde bildete Hunde für seine Patienten aus.
In Deutschland heißt es in der spätmittelalterlichen Straßburger Bettelordnung von 1464 bis 1506:

„Es soll in Zukunft kein Bettler einen Hund haben oder aufziehen, es sei denn, er wäre blind und brauchte ihn.“

Johann Wilhelm Klein schrieb 1819 in seinem „Lehrbuch zum Unterrichte Blinder“ als erster, dass eine starre Verbindung dem Menschen ermögliche, zu spüren, ob der Hund eine Seitwärtsbewegung mache oder stillstehe, was eine weiche Leine nicht leisten könne.
Im Oktober 1916 übergab der Deutsche Verein für Sanitätshunde, gegründet 1893, den ersten in Deutschland systematisch ausgebildeten Blindenhund an den Kriegsblinden Paul Feyen.
Von der Amerikanerin Dorothy Harrison Eustis, die in der Schweiz Blindenhunde ausbildete, bekam Morris Frank 1928 als erster Amerikaner einen ausgebildeten Blindenführhund. Eustis und Frank gründeten 1929 die erste amerikanische Schule für Blindenhunde, The Seeing Eye (deutsch: Das Sehende Auge).

## Führgespann
Ein Paar aus Hundehalter und Blindenführhund wird als Führgespann bezeichnet. Während der Hundeführer als Navigator fungiert, übernimmt der Blindenhund die Rolle des Piloten, indem er akustische Kommandos, sogenannte Hörzeichen, beispielsweise Geradeaus, Nach links, Türe anzeigen, Straßenüberquerung ausführt. Dabei muss eine gute Einführung die harmonische und funktionierende Zusammenarbeit zwischen Mensch und Hund sichern. Die Verantwortung für das Gespann liegt beim Menschen. Der Blindenhund kann nur dann intelligent agieren, wenn der Mensch korrekte Anweisungen gibt und die Kontrolle behält (Orientierung). Der Mensch muss fließend den Ausweichmanövern des Hundes folgen, um die Arbeit des Hundes nicht zu stören oder gar unmöglich zu machen.

## Fähigkeiten
Ein Blindenhund sucht auf Anweisung Türen, Treppen, Zebrastreifen, Telefonzellen, Briefkästen, freie Sitzplätze beispielsweise in Bus oder Bahn und vieles mehr. Er zeigt das Gefundene an, indem er davor stehen bleibt.
Blindenhunde sind dazu in der Lage, ihre Menschen sicher zu führen, indem sie Hindernissen wie Straßenschildern, parkenden Autos oder Fußgängern ausweichen und Straßenbegrenzungen, Treppen, Türen, Fußgängerüberwege anzeigen. Ein gut ausgebildeter Blindenhund umgeht jegliche Art von Hindernissen oder zeigt sie durch Stehenbleiben an. Auch Bodenhindernisse wie Pfützen oder Schlaglöcher und Höhenhindernisse wie Schranken oder Schilder zeigt der Führhund an, also auch Hindernisse, die für ihn allein keine sind. Ein ausgebildeter Hund beherrscht etwa 76 Hörzeichen, bei entsprechendem Training kann er aber noch wesentlich mehr erlernen. Damit diese Fähigkeiten nicht verloren gehen, sind die Besitzer angehalten, sich intensiv mit ihrem Hund zu beschäftigen und die Hörzeichen regelmäßig und richtig anzuwenden und zu trainieren.
Im Fall einer drohenden Gefahr, etwa im Straßenverkehr, muss der Blindenhund in der Lage sein, einen Befehl auch zu verweigern, sogenannter intelligenter Ungehorsam. Diese Fähigkeit ist eine teilautonome Handlung des speziell ausgebildeten Hundes, indem er auf eigene Entscheidung die Vermeidung von Gefahren über den Gehorsam stellt. Durch Veranlagung, Sozialisation und Ausbildung verfügt ein Führhund über ein Frühwarnsystem für gefährliche Situationen, das innerhalb der Ausbildung mit einer auszuführenden Handlung verbunden wird. Auf einer befahrenen Straße verweigert der Hund beispielsweise das Hörzeichen vorwärts zu gehen, weil er in der Ausbildung eine Protesthaltung für diese Gefahrensituation erlernt hat.

## Ausbildung

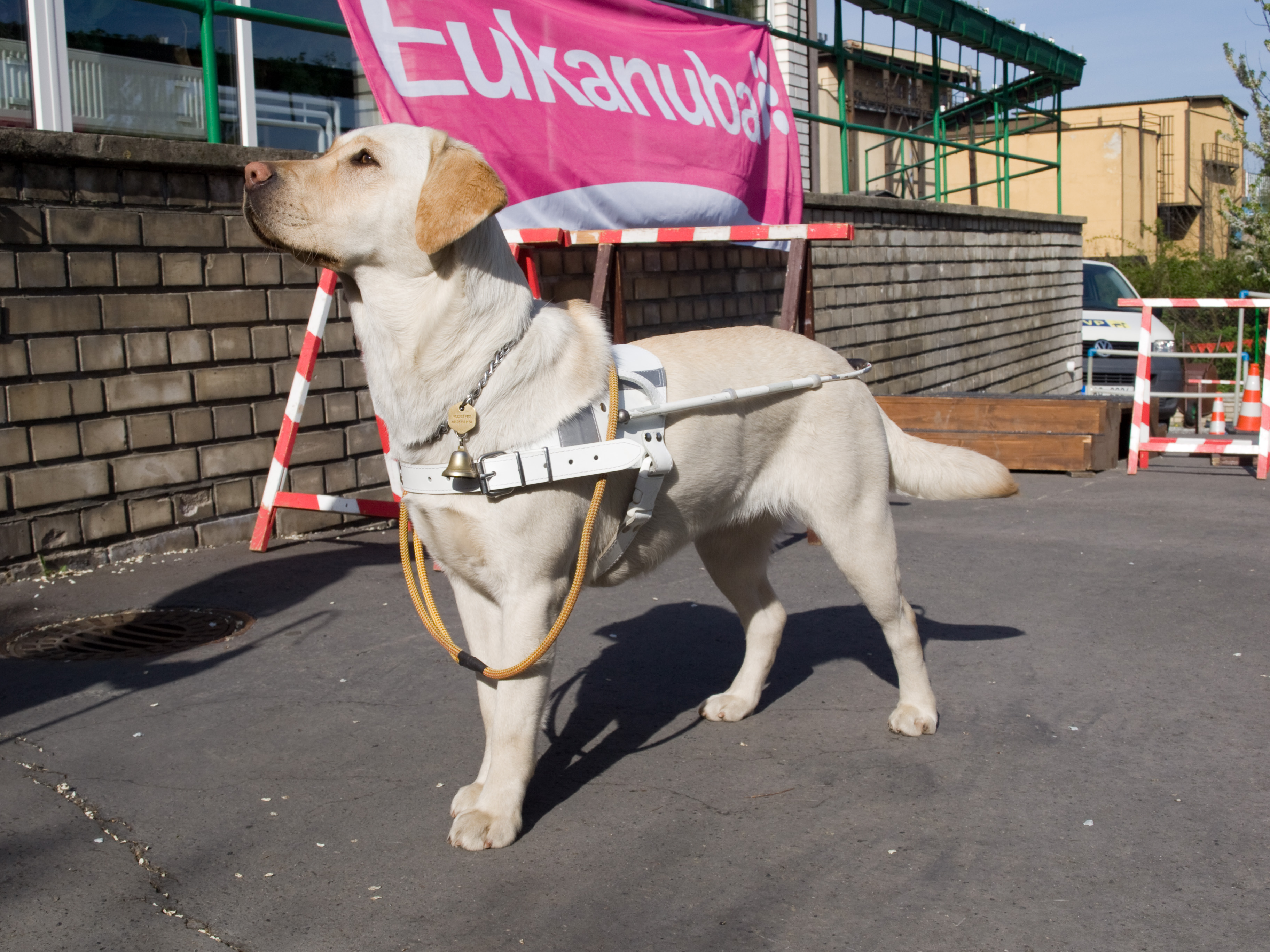
Junger Labrador Retriever mit Führgeschirr in der Ausbildung zum Blindenhund

Nur friedfertige, intelligente, wesensfeste, nervenstarke, arbeitsbelastbare und gesunde Junghunde kommen infrage. Zudem müssen die Tiere einen intensiven Gesundheitstest bestehen, bei dem unter anderem Gelenke und Augen untersucht werden.
Die ersten Eignungstests werden bereits im Welpenalter, mit etwa acht Wochen, in besonders dafür angelegten Welpentests von erfahrenen Führhundetrainern durchgeführt. Anschließend werden geeignete Welpen in sogenannte Patenfamilien gegeben, in denen die Hunde etwa ein Jahr lang sozialisiert werden. Gute Führhundeschulen zeichnen sich dadurch aus, dass sie ihre Patenfamilien speziell für diese Aufgabe aussuchen, anleiten und kontrollieren. Die Junghunde werden während ihres ersten Lebensjahres mit den unterschiedlichsten Ereignissen und Situationen konfrontiert. Dabei wird immer wieder das Augenmerk auf Nervenfestigkeit, Ängstlichkeit, Aggressionsverhalten, Jagdtrieb und auf Wohlverhalten im Umgang mit Menschen gerichtet.
Bezüglich der Rassen, die zur Ausbildung infrage kommen, gibt es keine grundsätzlichen Beschränkungen. Es dürfen jedoch keine Hunde mit hohem Aggressionspotential zum Blindenhund ausgebildet werden. Bevorzugt werden Königspudel, Riesenschnauzer, Deutsche Schäferhunde, Labrador Retriever und Golden Retriever ausgebildet. Auch Mischlinge kommen für die Ausbildung infrage. Die Schulterhöhe der Tiere sollte zwischen 50 cm und 65 cm liegen.
Blindenhunde werden in speziellen Blindenführhundeschulen mittels verschiedener Methoden des Verhaltenstrainings ausgebildet. Eingesetzt wird hierbei auch der Uexküll-Ausbildungswagen, der in den 1930er Jahren von Jakob Johann von Uexküll und Emanuel Georg Sarris entwickelt wurde. In Deutschland werden die Kosten der Ausbildung von den Krankenkassen übernommen. Die Ausbildung selbst kann bis zu zwölf Monate dauern.
Blindenhunde werden auf Sichtzeichen wie Handbewegungen oder Kopfhaltungen trainiert, manchmal auch auf besondere, typischerweise aus einer Fremdsprache entliehene Hörzeichen trainiert, so dass sie nicht durch Sprachäußerungen anderer Personen verunsichert werden. In der Schweiz werden bis zu 40 italienischsprachige Hörzeichen eingesetzt, die viele Vokale enthalten.

## Bindung zwischen Mensch und Tier

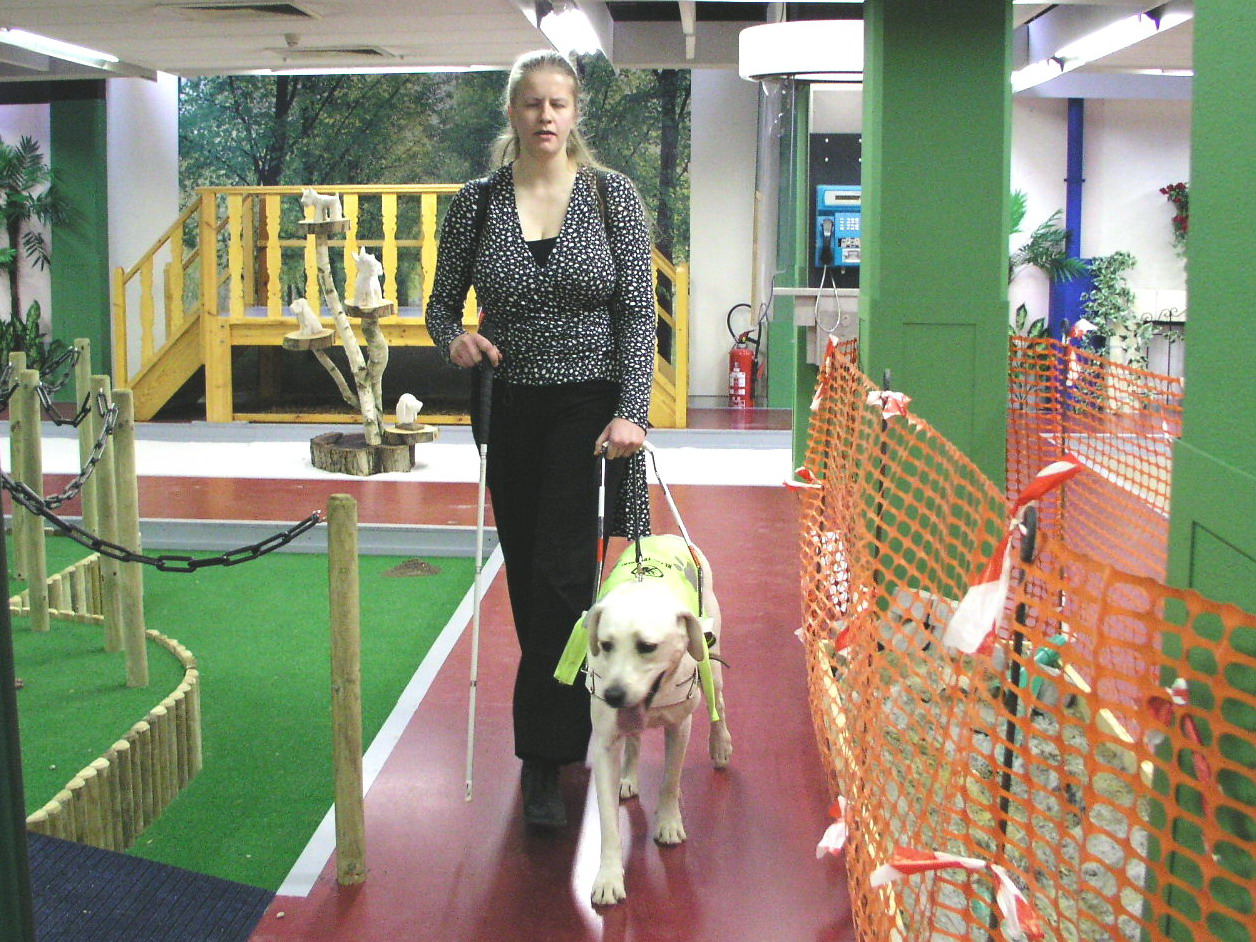
Eine blinde Frau lernt auf einem Testparcours, sich der Führung durch einen Blindenführhund anzuvertrauen.

Die soziale Bindung zwischen Mensch und Hund ist die wichtigste Voraussetzung für ein gut funktionierendes Führgespann. Der Aufbau einer gegenseitigen Vertrauensbasis ist im ersten Jahr des Gespanns besonders wichtig: Gelingt der Bindungsaufbau in dieser Zeit nicht, bleiben Mensch und Blindenhund häufig unsicher. Auch später ist enger Kontakt zu den Tieren wichtig, um die Bindung zu gewährleisten. Hinsichtlich der Hinterlassenschaften des Hundes plädiert Johanna Adorján dafür, dies bei der blinden Person ruhig anzusprechen. Bei Paaren mit einem sehenden Partner kommt es vor, dass die Hunde eine intensivere Beziehung zum sehenden Menschen aufbauen, wenn der sich häufiger mit dem Tier beschäftigt und Dinge wahrnimmt, was Blinden nicht möglich ist.
Grundsätzlich sollte das Streicheln oder ein ungefragtes Füttern durch Außenstehende unterbleiben.

## Kostenübernahme
Ein ausgebildeter Blindenführhund kostet in etwa 20.000 bis 30.000 €. In Deutschland gilt der Blindenführhund als Hilfsmittel im Sinne des Krankenversicherungsrechts § 33 Absatz 1 Satz 1 SGB V und die Kosten werden bei Vorliegen entsprechender Voraussetzungen von den Krankenkassen übernommen. Auch in Österreich wird für Blindenführhunde gemäß § 39a des Bundesbehindertengesetzes bei Vorliegen der entsprechenden Voraussetzungen finanzielle Unterstützung aus öffentlichen Mitteln gewährt. Zu weiteren rechtlichen Regelungen siehe auch Assistenzhund.

## Filme und Literatur
- Partner auf vier Pfoten – Der Blindenführhund Video-DVD/CD (Online), 24 min., Farbe, Bundesrepublik Deutschland 2004[15]
- Walter H. Rupp: Der Blindenhund – die neue Ausbildungsmethode. Sachbuch zum Blindenführhundewesen. Verlag Müller Rüschlikon, 1987, ISBN 3-275-00913-3.
- Georg Riederle: Der Blindenführhund – Hilfsmittel mit Seele. Reha-Verlag GmbH, 1991, ISBN 3-88239-196-0.
- Tanja Kohl: Blindenführhunde ausbilden. Kynos Verlag, 2005, ISBN 3-938071-03-6.
- Silvana Calabro-Forchert: Der Blindenführhund. Wissenschaft & Technik Verlag, 2002, ISBN 3-89685-315-5.
- Buddenbrock, Andrea Freiin von (2003) Der Hund im Rettungsdienst. Ein Handbuch für Ausbildung und Einsatz, S. 128 Selbstständige Problemlösungen und „intelligenter Ungehorsam“. Mürlenbach/Eifel : Kynos-Verl. ISBN 3-933228-74-3.
- Rehmann, Sibylle: Über das deutsche Blindenführhundewesen : Ausbildungsstätten und Prüfungen für Blindenführhunde. Univ., München 2000 (Dissertation).